# 벨라 카롤리

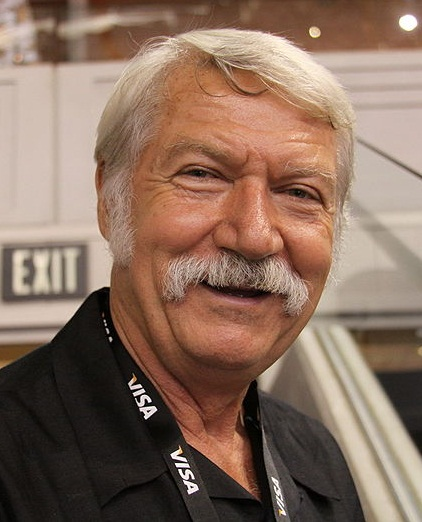
벨라 카롤리

벨라 카롤리(헝가리어: Béla Károlyi, 1942년 9월 13일 ~ 2024년 11월 15일)는 헝가리 출신의 루마니아와 미국의 체조 코치였다. 코치 경력 초기에 그는 루마니아 중앙 집중식 체조 훈련 시스템을 개발했다. 그의 초기 제자 중 한 명은 나디아 코마네치로, 올림픽 체조 선수 중 최초로 만점을 받았다. 니콜라에 차우셰스쿠의 독재 아래 살았던 카롤리는 루마니아 관리들과 자주 충돌했다. 그와 그의 아내는 1981년에 미국으로 망명했다.